# باباگنجه
باباگنجه، روستایی است از توابع بخش نازلو و در شهرستان ارومیه استان آذربایجان غربی ایران.

## جمعیت
این روستا در دهستان نازلوی شمالی قرار داشته و بر اساس سرشماری سال ۱۳۸۵ جمعیّت آن ۲۸ نفر (۹ خانوار)
بوده‌است.